# 小行星27341
小行星27341（27341 Fabiomuzzi）是一颗绕太阳运转的小行星，为主小行星带小行星。该小行星于2000年2月10日发现。

## 轨道参数
小行星27341的轨道半长轴为2.5741449 UA，离心率为0.037。